# セイロン・ヘアレス・ドッグ
セイロン・ヘアレス・ドッグ（英：Ceylon Hairless Dog）は、スリランカ（旧セイロン）原産のヘアレス犬種である。ここでは事実上の同種であるセイロン・グレイハウンドについても解説を行う。

## 歴史
その名と姿以外、来歴の大半が謎に包まれているセイロン・グレイハウンドのヘアレスバージョンの犬種である。時に本種とそれは犬質安定のために異種交配されることもあり、本種とそれは事実上のコートバリエーション（毛質の違うバリエーション）であったとされている。本種はセイロン・グレイハウンドの突然変異による無毛個体が発祥であるとされている。
セイロン・ヘアレス・ドッグは猟犬としてではなく、湯たんぽや魔よけなどとして使われていた。寒い日や夜には主人よりも先に寝床につかせて暖を取った。また、医薬品として温湿布のようにも使われていた。しっとりとしていて暖かいその肌を患部にかるく押しあてて暖めることにより、病を快方へ向かわせることにも一役買っていたのである。本種が治す、緩和することが出来ると信じられていた病気などは筋肉痛や打ち身、骨折、風邪、喘息、心の病（鬱と見られている）などがあった。心の病については本種を胸に抱くことで生じる、癒し効果により病を快方に導くことだ出来たのではないかと考えられている。現代でいう、ドッグセラピーである。
もうひとつの使役は、主人家族に幸運をもたらし、災いを追い払う魔よけとして働くことである。スリランカでは体色が薄い本種は魔力が強く魔よけ向けで、濃い色の本種は病を癒す力が強いと言い伝えられてきた。このため、はじめのうちはある程度体色の濃い犬と薄い犬が区別されて繁殖されていたが、のちに魔よけにも治療にも使える犬を目指して頻繁にその色のもの同士がかけあわされていたために、明確な区別は全く無く、多くのカラーバリエーションが生まれた。
いつごろ本種が絶滅したかはよくわかっていないが、セイロンで政情が不安定になり、タミル人問題が発生したころから希少化が進み、絶滅していったとされている。

## 特徴
その容姿は大まかに言うとウィペットに似る。然し毛はかなり少なく、頭部には丸みがあり、マズルは少し短めで、耳の形が違う。首や脚、胴、尾が長く、すらりとした体型をしている。耳は半垂れ耳、尾は垂れ尾。体の大部分は毛が生えておらず素肌が露出しているが、首や足先、尾先には ぽしゃぽしゃとしたショートコートが生えている。ヒゲもちゃんと存在し、目の上の感覚毛もある。毛色及び肌の色には制限は無い。肌は他のヘアレス犬種と同じくしっとりとして滑らかで、体温が高いため触ると暖かい。体高48cm程度の中型犬で、歯は通常の犬種に比べて数が数本足りない。歯が足りないのもヘアレス犬共通の特徴である。ヘアレスの犬種であるため、この毛のない犬の他に、歯と毛が全て生えそろっているパウダーパフの犬も存在している。それがセイロン・グレイハウンドである。性格は不詳だが、機敏で身のこなしが軽かったとされる。かかりやすい病気は他のヘアレス犬種と同じであるならば皮膚炎や日焼けが悪化して起こる火傷であると推測されている。

## セイロン・グレイハウンド
セイロン・グレイハウンド（英：Ceylon Greyhound）は、スリランカ原産のグレイハウンド犬種である。
来歴等はよくわかっていないが、セイロン・ヘアレス・ドッグの原種であり、パウダーパフの犬である。こちらは医薬品や湯たんぽとしてでなく猟犬として飼育され、単独もしくは小規模なパックでサイトハント（視覚猟）を行い、哺乳類やセイロンヤケイなどを狩るのに使われていた。こちらも不安定な政情の戦禍を被って絶滅してしまった。
容姿は基本的にセイロン・ヘアレス・ドッグと同じだが、全身にショートコートが生えており、歯が生えそろっている。